# Лені Ломар
Лені Ломар (нім. Leni Lohmar, 19 жовтня 1914 — 31 грудня 2006) — німецька плавчиня.
Срібна медалістка Олімпійських Ігор 1936 року.